# 柳亭種彦

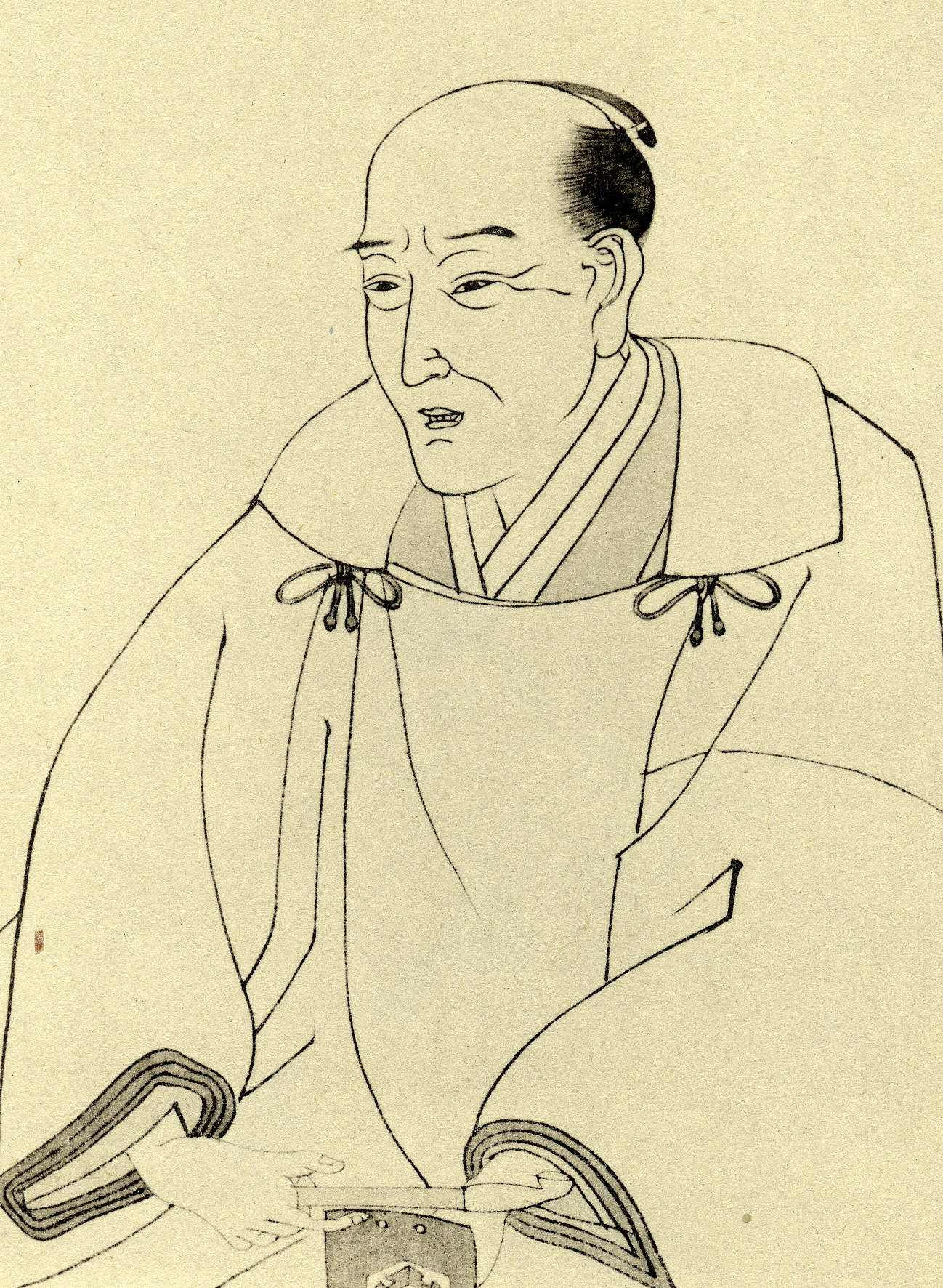

柳亭 種彦（りゅうてい たねひこ、天明3年5月12日（1783年6月11日）- 天保13年7月19日（1842年8月24日））は、江戸時代後期の戯作者。長編合巻『偐紫田舎源氏』などで知られる。幼名は宇吉・主税、のちに左門。通称は彦四郎、諱は知久、字は啓之。別号に足薪翁、偐紫楼。川柳名は木卯。『浮世形六枚屏風』は1847年のドイツ語訳を皮切りに英伊仏訳が出版され、欧米で翻訳された最初期の日本文学と言われる。

## 生涯
食禄200俵の旗本高屋甚三郎知義の子どもとして生まれる。生地は山の手説と本所吉田町説がある。間もなく御徒町へ移った。寛政8年（1796年）4月に父甚三郎が没し、同年7月家督を継ぎ、高屋彦四郎知久を名乗った。唐衣橘洲に師事して狂歌を学ぶ。狂歌の狂名は、はじめ「柳の風成」、のちに「心の種俊」。橘洲門下に彦四郎という別人がいたため、「種の彦どの」と呼ばれたことが「種彦」の号の由来となった。「柳亭」の号は父から諭された「風に天窓はられて睡る柳かな」という教訓句に由来する。文化7年（1810年）以前に加藤宇万伎の孫娘を娶った。
文化4年（1807年）読本『奴の小まん』で文壇に登場し、翌年『霜夜星』を刊行するなど、当初は読本作者を志した。この時期、唯一の洒落本『山嵐』も刊行した。文化10年（1813年）『綟手摺昔木偶』は曲亭馬琴からも高く評価された。烏亭焉馬、山東京伝、山東京山、葛飾北斎、歌川国貞らと交わるようになったという。しかし、山東京伝や曲亭馬琴の読本と競合したため、文化8年（1811年）『鱸庖丁青砥切味』以来、合巻に注力した。

文化12年（1815年）から天保2年（1831年）にわたって『正本製』（しょうほんじたて）全12編を刊行した。人気演目の翻案を「正本（芝居の脚本）風に仕立てた」シリーズで、国貞の挿絵とあいまって、全巻歌舞伎趣味に満ち、大いに迎えられた。これ以降、国貞と提携して数多くの作品を発表する。各編の副題は次の通り。なお、版元は旧知の永寿堂西村屋与八だった。
初編：楽屋続絵 お仲清七／2編：曾我祭 小稲判兵衛／3編：当年積雪白標紙 顔見世物語／4編：昔模様女百合若 お菊幸介／5編：吾妻花 双蝶々／6編：難波花 蝶の後追 与五郎新狂言／7編：立物抄 一年がわりお染久松／8、9編：立物抄 お染久松物語／10 - 12編：（夕霧 伊左衛門・花咲綱五郎）
文政12年（1829年）から、長編『偐紫田舎源氏』を刊行し始めた。絵師は国貞、版元は鶴屋喜右衛門。同作は登場人物に関連する商品が出回るほどのベストセラーになった。天保5年（1834年）からは『邯鄲諸国物語』の刊行を始めた。国内諸国を舞台にした伝奇物語集で、絵師は国貞、版元は栄久堂山本平吉だった。晩年は、この2作品の刊行に力を注いだ。
天保6年（1835年）浅草堀田原（現在の蔵前3丁目）に新居「偐紫楼」を新築して転居する。しかし、天保13年（1842年）に老中水野忠邦による天保の改革の一環である風俗取り締まりにより譴責を受け、それから間もなく没した。種彦の死によって、執筆中であった『邯鄲諸国物語』も中絶した。種彦の死因は病死説と自殺説があるが、後者には根拠がなく、前者が妥当とされる。
戒名は芳寛院殿勇誉心禅居士。初め赤坂の浄土寺に葬られたが、明治40年（1907年）、東京府荏原郡（現、品川区荏原一丁目）の浄土寺墓地に改葬され、現存している。

## 人物
頑健ではなく、「文武」のうちの「文」にいそしみ、少年期から漢籍に通じた。歌舞伎、浄瑠璃を好み、それらの脚本を収集し研究し、井原西鶴・近松門左衛門に傾倒した。狂歌を、はじめ唐衣橘洲に、次いで宿屋飯盛こと石川雅望に学んだ。ただし、雅望を「国学の師」とする確証はない。川柳の三世川柳（1776 - 1827）の社中に入った。
合巻作者として有名だが、高度な考証的な随筆類（『還魂紙料』など）も残している。山東京伝が『骨董集』を編む際には資料収集に協力し、中村仏庵・喜多村信節・山崎美成らと全国的な考証随筆のネットワークを築いた。
『偐紫田舎源氏』を刊行中、病に倒れたという噂が広まり、女性の購読者層から、平癒を神仏に祈願する願掛けが江戸市中界隈で起こり、大奥の女中まで参加するほど、女性に絶大な人気があった。
『柳亭記』『柳亭筆記』『足薪翁記』などは、刊行年次が確認されていない。

## 主な著作
題名の前に種別を付けないのは、合巻である。
- 文化4年（1807年）：読本『阿波之鳴門』（葛飾北斎画）、読本『奴の小万』（優遊斎桃川画）、読本『江戸紫三人兄弟』（桃川画）
- 文化5年（1808年）：読本『近世怪談 霜夜星』（北斎画）、読本『総角物語前編』（あげまき…）（桃川画）、洒落本『山嵐』（盈斎北岱画）
- 文化6年（1809年）：読本『浅間嶽面影草紙』（蘭斎北嵩画）、読本『総角物語後編』（桃川画）
- 文化8年（1811年）：『鱸庖丁青砥切味』
- 文化9年（1812年）：読本『逢州執著譚』（『浅間嶽面影草紙』後編）（北嵩画）
- 文化10年（1813年）：読本『盛手粁昔木偶』（もじてすりむかしにんぎよう）（柳川重信画）、『瀬田橋龍女本地』（北斎画）
- 文化12年（1815年）：『非情音介櫧烏囀』（…かけすのさえずり）、『正本製初編』
- 文化13年（1816年）：『女模様稲妻染』（重信画）、『正本製2編』、『花紅葉一対若衆』（重信画）
- 文化14年（1817年）：『忠孝義理詰物』（重信画）、『高野山万年草紙』（重信画）、『正本製3編』
- 文政2年（1819年）：『千瀬川一代記』（国貞・歌川貞繁画）、『国字小説 三蟲拇戦』（…むしけん）（歌川豊国画
- 文政3年（1820年）：『浅間嶽煙姿絵』（重信画）、『南色梅早咲』（重信画）、『三国小女郎狐』（重信画）、『正本製4編』、『桔梗辻千種之衫』（…かたびら）（国貞画）、『二箇裂手細紫』（にこわり…）（国貞画）、『絵傀儡二面鏡』（えあやつり…）（国貞画）
- 文政4年（1821年）：『娘修行者花道記』（国貞画）、『義経一代記抜萃 伏見常磐』（国貞画）、『左同 熊坂物語（歌川広重画）、『傾城盛衰記』（歌川国直画）、『浮世形六枚屏風』（豊国画）、『新型翻案 道中雙六』（国貞画）、『伊呂吉由縁藤沢』（国貞画）、『娘金平昔絵草紙』（国貞画）、『娘狂言三勝舙』（…ばなし）（国貞画）、『忍草売対花籠』（国貞画）
- 文政5年（1822年）：『浮世一休花街問答』（…くるわ…）（豊国画）、『正本製5編』（国貞画）、『忠孝両岸一覧』（国直画）、『鯨帯博多合三国』（…とみくに）（国貞画）
- 文政6年（1823年）：『比翼紋松鶴賀』（豊国画）、『操競三人女』（豊国画）、『正本製5編』（国貞画）、『お千代半兵衛 新うつぼ物語』（国貞画）、『正本製6編』、『小脇差夢の蝶鮫』（国貞画）、『水木舞扇猫骨』（国貞画）、『女郎花喩粟島』（国貞画）
- 文政7年（1824年）：『正本製7編』、『灯籠踊秋花園』（国貞画）
- 文政8年（1825年）：『唐人髷今国姓爺』（国貞画）、『正本製8編』、『浦里時次郎阿菊鴻助 花栬名所扇』（国貞画）、『近江表座敷八景』（国貞画）
- 文政9年（1826年）：『笹色猪口暦手』（初代豊国・二代豊国画）、『鴈金紺屋作早染』（国貞画）、『人形筆五色絲蔵』（国貞画）、『蛙歌春土手節』（国貞画）／考証随筆『還魂紙料』（すきかえし）
- 文政10年（1827年）：『お房小絲 柳絲花組交』（…くみまぜ）（国貞画）、『正本製9編』
- 文政11年（1828年）：『正本製10編』、『袖笠雪白妙』（歌川国丸画）、『返すがえす丸に文月』（国貞画）、『敵討 忍笠時代蒔絵』（国丸画）、『伊呂波引寺入節用初編二編』（国貞画）
- 文政12年（1829年）：『偐紫田舎源氏初編』、『正本製11編』、『関東小六昔舞台』（二代重政画）
- 天保元年（1830年）：『田舎源氏2編3編』、『昔々歌舞妓物語初編』（国貞画）、『御誂染 遠山鹿子初編』（あつらえもの…）（国貞画）
- 天保2年（1831年）：『正本製12編』、『田舎源氏4編5編』（国貞画）、『御誂染逢山鹿子2編』（国貞画）、『富士裾うかれの蝶鵆』（渓斎英泉画）、『昔々歌舞妓物語後編』（国貞画）、『鎌倉江ノ島大山新板往来双六』（葛飾北斎画）
- 天保3年（1832年）：『御誂染 逢山鹿子3編』（国貞画）、『田舎源氏6編7編』、『奇妙頂礼地蔵道行』（国貞画）、『追善三瀬川上品下手』（…じょうぼん…）（国貞画）
- 天保4年（1833年）：『田舎源氏8 - 10編』、『花桜木春の夜話』（英泉画）、『御誂染 逢山鹿子4編』（国貞画）、『出世奴小万伝』（国直画）
- 天保5年（1834年）：『田舎源氏11 - 13編』（国貞画）、『若衆哉梅之枝振』（国貞画）、『浮世々説』（国貞画）、『邯鄲諸国物語初編2編』
- 天保6年（1835年）：『田舎源氏14 - 17編』、『諸国物語3編』、『自問自答戯言句』（歌川国芳画）、『御誂染 逢山鹿子5編』（国貞画）
- 天保7年（1836年）：『御誂染 逢山鹿子6編』（国貞画）、『田舎源氏18 - 21編』
- 天保8年（1837年）：『田舎源氏22 - 24編』、『諸国物語4編』、『読宮城野忍昔』（国貞画）
- 天保9年（1838年）：『田舎源氏25 - 27編』、『諸国物語5編』
- 天保10年（1839年）：『田舎源氏28 - 31編』
- 天保11年（1840年）：『田舎源氏32 - 34編』、『諸国物語6編』
- 天保12年（1841年）：『田舎源氏35 - 38編』、『諸国物語7編8編』／考証随筆『用捨箱』
- 天保13年（1842年）：『田舎源氏38編』

## 校訂本
- 鈴木重三校注『新日本古典文学大系88 & 89 偐紫田舎源氏』上下、岩波書店、1995年 ISBN 9784002400884 & 978-4002400891
- 佐藤悟ほか校訂『叢書江戸文庫35 柳亭種彦合巻集』国書研究会、1995年 ISBN 9784336035356
- 「柳亭筆記」（『日本随筆大成第1期 第4巻』吉川弘文館 、2007年） ISBN 9784642040709
- 「還魂紙料」（『日本随筆大成第1期第12巻』吉川弘文館 、2007年） ISBN 9784642040785
- 「用捨箱」（『日本随筆大成第1期第13巻』吉川弘文館 、2007年） ISBN 9784642040792
- 「足薪翁記」（『日本随筆大成第2期第14巻』吉川弘文館 、2007年） ISBN 9784642041034

## 翻訳
1847年にオーストリアの東洋学者・アウグスト・プフィッツマイアーが『浮世形六枚屏風』のドイツ語訳を出版。同書はヨーロッパにおける日本文学の本格的な翻訳と復刻として最初の作品と言われている。訳者はプラハ大学医学部卒の医師で語学の天才と言われ、フィリップ・フランツ・フォン・シーボルトが日本から持ち帰った蔵書約60冊をウィーン帝室図書館で見て、日本語を独学して本書を訳した。訳書だけでなく、ウィーン大蔵省印刷局で日本語の草書の活字を初めて作り、原本の複写も印刷して、合本にして出版した。この原本の覆刻は同印刷局長アロイス・アウアーが手掛けたもので、連綿体平仮名を初めて活字にしたものになった。
この訳書をもとに英語訳（1849年、1951年）、イタリア語訳（1872年）、フランス語訳（1875年）も出版された。英語版は1849年に米国人ターナー（ William W Turner）による梗概訳が、1851年にはロンドンでW.G. Snethenによる英語訳が発表され、1969年には種彦の門人だった松園梅彦（四方梅彦）によってターナー訳の再録が横浜でも出版された。イタリア語訳は、イタリア王立高等研究所(現・フィレンツェ大学)の極東言語学教授アンテラモ・セヴェリー二(Antelamo Severini)によって訳された。この数年前にはジェームス・カーティス・ヘボンの初の和英辞書『和英語林集成』が上海で刊行されており、この助けを得て、イタリア語訳ではドイツ語訳の間違いも正された。フランス語訳はフランソワ・トゥレッティーニ（François Turrettini）によってジュネーブで刊行された。
また、第二次世界大戦中の1942年には、ドイツ陸軍が同盟国日本を理解するために本書の新訳を再版し、兵士に配ったという。
なお、『浮世形六枚屏風』は1821年に書かれた心中もので、種彦の著作の中でも凡作だが、本書が訳書として選ばれた理由としては、筋が簡単で長さも手ごろであり、荒唐無稽な怪談や血なまぐさい場面がなく、挿絵も著名な初代歌川豊国の作であることなどが挙げられている。結末も心中せずハッピーエンドに終わっている。

## 関連人物
- 笠亭仙果 - 二世柳亭種彦を称した[1]。
- 高畠藍泉 - 三世柳亭種彦を称した[1]。
- 柳下亭種員 - 門人